# Stina (Vorname)
Stina ist ein weiblicher Vorname.

## Verwandte Namen
Weiblich: Ina, Christina, Christin, Kristin, Christa, Kerstin, Kjerstin, Kirsten, Kia
Männlich: Augustin, Christian, Kristian, Karsten, Carsten, Kresten, Stinus

## Namensträgerinnen
- Stina Aronson (1892–1956), schwedische Schriftstellerin
- Stina Barnert (* 1989), deutsche Basketballspielerin
- Stina Berg (1869–1930), schwedische Schauspielerin[2]
- Stina Blackstenius (* 1996), schwedische Fußballspielerin
- Stina Ekblad (* 1954), schwedische Schauspielerin
- Sara Stina Hedberg (1907–1981), schwedische Sängerin (Zarah Leander)
- Stina Hofgård Nilsen (* 1979), norwegische Skirennläuferin
- Stina Jensen, Pseudonym von Ivonne Keller (* 1970), deutsche Romanautorin
- Stina Johannes (* 2000), deutsche Fußballspielerin
- Stina Karlsson (* 1961), schwedische Skilangläuferin
- Stina Kobell (1909–2012), deutsche Kunsthistorikerin
- Stina Lennartsson (* 1997), schwedische Fußballspielerin
- Stina Lohmann (um 1800), deutsche Gärtnerin und Namensgeberin der Apfelsorte Stina Lohmann
- Stina Lykke Petersen (* 1986), dänische Fußballtorhüterin
- Stina Martini (* 1993), österreichische Eiskunstläuferin
- Stina Nilsson (* 1993), schwedische Skilangläuferin
- Stina Nordenstam (* 1969), schwedische Sängerin
- Stina Persson (* 1972), schwedische Illustratorin und Modezeichnerin
- Karoliina Stina Margaretha Rantamäki (* 1978), finnische Eishockeyspielerin
- Stina Rautelin (1963–2023), finnische Schauspielerin
- Inga-Stina Robson, Baroness Robson of Kiddington (1919–1999), britische Politikerin
- Stina Segerström (* 1982), schwedische Fußballspielerin
- Stina Troest (* 1994), dänische Leichtathletin
- Stina Werenfels (* 1964), Schweizer Filmemacherin
- Stina Wirsén (* 1968), schwedische Zeichnerin